# Ceres (Italie)
Pour les articles homonymes, voir Cérès.
Ceres (en français Cérès) est une commune italienne de la ville métropolitaine de Turin, dans la région Piémont.

## Administration
| Période                                  | Période  | Identité               | Étiquette | Qualité |
| ---------------------------------------- | -------- | ---------------------- | --------- | ------- |
| 28 mai 2006                              | En cours | Giovanni Battista Poma | Centre    |         |
| Les données manquantes sont à compléter. |          |                        |           |         |

### Hameaux
Chiampernotto, Fè, Procaria, Vana, Vernetto, Voragno, Almesio, Arveir, Balmassa, Bracchiello, Cernesio, Cesale, Chiamorio

### Communes limitrophes
Groscavallo, Chialamberto, Cantoira, Monastero di Lanzo, Ala di Stura, Mezzenile, Pessinetto